# Кондитер
Конди́тер (устар. канди́тер, через нем. Konditor, Konditer, от лат. соndītоr — «тот, кто готовит пряные кушанья», от condire — «приправлять», или condo — «создаю, строю») — профессиональный повар, создающий кондитерские изделия, десерты.
Представителей этой профессии можно встретить в крупных отелях, ресторанах и пекарнях. Также «кондитером» называется человек, чей бизнес связан с продажей кондитерских изделий.

## Функции
Кондитер занимается приготовлением различных видов теста, начинок, кремов, декора, по заданной рецептуре, выпекает и украшает продукцию. Это высококачественные, разнообразного вида, вкуса и аромата пищевые продукты. Большая часть работ выполняется вручную с помощью специальных инструментов, превращая профессию кондитера в искусство.
Помимо этого, кондитер обязан знать сроки и условия хранения ингредиентов и готовых продуктов.
В крупном кондитерском производстве для ускорения и упрощения работы кондитера используют различное специализированное оборудование.